# The Jeff Lorber Fusion
The Jeff Lorber Fusion es el primer álbum de estudio del grupo estadounidense The Jeff Lorber Fusion.
El 24 de junio de 2008, Wounded Bird reeditó el álbum en CD con una canción adicional.

## Lista de canciones
Todas las canciones escritas y compuestas por Jeff Lorber.
Lado uno
1. «Funky Gospel» – 5:38
2. «Glisten» – 6:00
3. «Deva Samba» – 4:28
4. «Refunk» – 1:53
5. «Terry's Lament» – 6:14

Lado dos
1. «Lift Off» – 3:09
2. «Chinese Medicinal Herbs» – 5:03
3. «Water Music» – 4:07
4. «River Winds» – 4:20
5. «Cousin Stu» – 5:44

## Créditos y personal
Créditos adaptados desde las notas de álbum de The Jeff Lorber Fusion.
The Jeff Lorber Fusion
- Jeff Lorber – teclado, piano, sintetizadores
- Lester McFarland – bajo eléctrico
- Dennis Bradford – batería
- Terry Layne – lengüeta, flauta

Músicos adicionales
- Tod Carver – guitarras (7, 8)
- Ron Young – percusión (3)
- Bruce Smith – percusión (4, 7, 8)
- Jeff Uusitalo – trombón (5)

Personal técnico
- Jeff Lorber – productor
- Harry Callow – productor
- Dave Dixon – ingeniero de audio

Diseño
- Suzanne Hill – diseño de portada
- Orval Goodwin – fotografía